# Terra-3
Terra-3は、カザフスタンのカラガンダ州シャリー・シャガンにあった、弾道ミサイル迎撃試験のレーザー施設である。
座標: 北緯45度50分53秒 東経73度31分05秒 / 北緯45.848度 東経73.518度

## 開発
ソビエトでのレーザー兵器の開発は1964年から1965年に始まった。 ヴィーンペル設計局がこれら兵器を最初に担当し、1970年代Terra-3 施設が研究用に建設された。対弾道ミサイルと衛星攻撃兵器の開発が目的だったが迎撃に使用できる出力レベルのアストロフィジカ高エネルギールビー・レーザーと二酸化炭素レーザーの開発が難航したが、限定的ではあるが対衛星兵器である原始的な光学センサー無力化装置・ダズラーが完成した。

## 対シャトル照射事件
1984年10月10日、ソビエトの国防相であるドミトリー・ウスチノフが、その年の初めに発表されたアメリカの戦略防衛構想(SDI)計画とスペースシャトルの軍事利用の継続に対する報復として、1984年10月10日（STS-41-G）、シャトルが施設上空を通過する際にスペースシャトル・チャレンジャー号に対してのレーザー照射を命じたとされる。シャトルは低出力のレーザー光によって照らされただけだったが、搭載機器が故障(まもなく復旧した)するなど乗員に不快感を与えたと主張されている。アメリカ合衆国は外交上、事件について抗議を提出した。しかしこの物語は、STS-41-Gにおいて搭乗した乗員と、アメリカ諜報機関の知識あるメンバーによって広く否定されている。